# Stephanopis ornata
Stephanopis ornata är en spindelart som beskrevs av Ludwig Carl Christian Koch 1876. Stephanopis ornata ingår i släktet Stephanopis och familjen krabbspindlar. Inga underarter finns listade i Catalogue of Life.